# Vertrouwde derde partij
Een vertrouwde derde partij of vertrouwde tussenpersoon (trusted third party of trusted intermediary) is in de informatiebeveiliging en cryptografie een instantie die zaken als broncode, datacertificaten en sleutels voor derden in bewaring neemt.
Bij versleuteling kunnen beide partijen bij een vertrouwde derde partij een certificaat of sleutel opvragen. Het begrip tussenpersoon of intermediary suggereert dat deze de uitwisseling van berichten verzorgt tussen twee partijen. In sommige gevallen kan het echter ook zo zijn dat de derde partij de berichten achteraf verifieert.

## Certificaatautoriteit
Een certificaatautoriteit (CA) is een instantie die certificaten verleent aan anderen. Een certificaatautoriteit is daarom een voorbeeld van een vertrouwde derde partij. Een voorbeeld voor de werking van een CA is wanneer A zijn publieke sleutel wil laten verifiëren:
1. A moet met geldige legitimatie en zijn publieke sleutel naar een CA gaan
2. de CA controleert of deze gegevens kloppen en geeft vervolgens een certificaat uit waarin staat dat de publieke sleutel van A een legitieme sleutel is
3. wanneer er twijfels zijn over de authenticiteit van A, kan dat gecontroleerd worden bij de CA, door dit certificaat op te vragen

## Escrowagent
Een escrow agent is een bedrijf dat escrowregelingen beheert en uitvoert namens licentiegevers en licentienemers. Een escrow agent is een voorbeeld van een vertrouwde derde partij. De escrowagent bewaart de broncode van software, originele databestanden en wachtwoorden en instellingen van applicaties. Alleen op basis van vooraf afgesproken voorwaarden geeft de agent deze materialen af aan de licentienemer.
1. openbaar verifieerbare document zoals uitspraak van een rechtbank, registratie kamer van koophandel
2. op basis van schriftelijke instructies door beide betrokken partijen
3. bij twijfel wordt mediation ingeschakeld; onder geen enkele voorwaarde wordt materiaal zonder toetsing vrijgegeven

## Sleuteldistributiecentrum
Een sleuteldistributiecentrum (key distribution center, KDC) is een instantie die sleutels verleent of bewaart voor anderen. Dit distributiecentrum is daarom ook een voorbeeld van een vertrouwde derde partij.